# لوكاس غراندين
لوكاس غراندين (بالفرنسية: Lucas Grandin)‏ هو فنان معاصر ‏ فرنسي، ولد في 1976 في لو مان في فرنسا.